# رمضان تاجيك (مقاطعة فارياب)
رمضان تاجيك (بالفارسية: موتور رمضان تاجیک گاو چاه) هي مستوطنة تقع في كرمان في إيران. يقدر عدد سكانها بـ 161 نسمة بحسب إحصاء 2016.